# Live from Planet Earth
Albums de Enter Shikari
Live at Rock City
(2010) A Flash Flood of Colour
(2012)
Live from Planet Earth ou Live From Planet Earth, Bootleg Series - Vol. 3 est le troisième album live du groupe anglais de post-hardcore Enter Shikari, publié le 11 juillet 2011.
C'est le troisième album live et le premier DVD du groupe. Le premier disque est un enregistrement audio de leur concert à Hatfield (Hertfordshire) en décembre 2010, tandis que les deuxième et troisième sont des enregistrements de spectacles du groupe de 2009 et 2010.
Une édition limitée en coffret contient également sur le troisième DVD des images d'archives enregistrées par le groupe, l'équipe, la famille et les amis avec des images professionnelles faites lors des tournées dans le monde. Un album photo de 60 pages y est aussi inclus.

## Liste des chansons
| No  | Titre                                 | Durée |
| --- | ------------------------------------- | ----- |
| 1.  | Intro                                 | 2:22  |
| 2.  | Solidarity                            | 3:19  |
| 3.  | Motherstep/Mothership                 | 6:44  |
| 4.  | Zzzonked                              | 3:24  |
| 5.  | Havoc A                               | 2:01  |
| 6.  | No Sssweat                            | 4:00  |
| 7.  | The Feast                             | 3:48  |
| 8.  | Halcyon/Hectic (avec Matthew Pendall) | 4:31  |
| 9.  | Destabilise                           | 5:09  |
| 10. | Gap in the Fence                      | 6:31  |
| 11. | Wall                                  | 5:28  |
| 12. | Labyrinth                             | 3:12  |
| 13. | The Jester                            | 4:47  |
| 14. | Juggernauts                           | 6:12  |
| 15. | Sorry You're Not A Winner             | 5:04  |

## DVD

### Disque 1
- Live in Hatfield - Royaume-Uni (décembre 2010)
- Live in Camden - Royaume-Uni (juillet 2010)

### Disque 2
- Fizzy Water & Spiky Blankets - Russie (mai 2010)
- Live in Hammersmith - Royaume-Uni (février 2010)
- Live at Summersonic - Tokyo (août 2009)[3]